# République de Tulé
Pour l’article ayant un titre homophone, voir Thulé.
1925–1925
La République de Tulé fut un très éphémère État d'Amérique centrale proclamé pendant la Révolution des indiens Kuna en 1925.

## Traité de Porvenir
Le 4 mars 1925, les indigènes signèrent un accord de paix avec le gouvernement de Panama en présence du ministre des États-Unis John G. South. Par cet accord, le gouvernement central s'engageait à respecter leurs coutumes, ainsi qu'à leur accorder par ailleurs les mêmes droits et la même protection qu'aux autres citoyens.
En contrepartie, les indiens Kuna s'engageaient à déposer les armes, à révoquer leur déclaration d'indépendance et à respecter les lois de Panama.

## Drapeau

Le drapeau de la Révolution des Kuna, adopté en 1925.

La conception de la svastika a été adopté par les Kuna en 1925, avec un sens de rotation lévogyre. Certaines variantes de ce drapeau ont été utilisés, avec haut rouge et des bandes de fond, ou avec un anneau rouge accroché autour de la base du bras supérieur de la croix gammée, cette dernière a été ajoutée en 1942 pour dé-nazifier le drapeau.
Ce drapeau est toujours utilisé de nos jours.

## Héritage
La large autonomie de la comarque Kuna Yala est un héritage direct de cette république et de la révolution en question.

## Sources et liens
Articles en espagnol es:Revolución kuna et en anglais en:Guna Yala